# Фотографии Трампа с поднятым кулаком

Одна из фотографий Вуччи, на которой изображён раненый Трамп, которого агенты Секретной службы уводят в безопасное место, с поднятым кулаком и развевающимся американским флагом на заднем плане

13 июля 2024 года американский профессиональный фотограф Эван Вуччи сразу после покушения на Дональда Трампа в ходе его предвыборной кампании сделал серию снимков Трампа с поднятым кулаком на фоне американского флага, окровавленного и окружённого агентами Секретной службы США. Эти снимки быстро приобрели огромную популярность.

## Предыстория
13 июля 2024 года на предвыборном митинге в Батлере, штат Пенсильвания, в результате покушения стреляли в бывшего президента и кандидата в президенты США Дональда Трампа.
Увидев, что к Трампу спешат агенты Секретной службы США, Эван Вуччи, главный фотограф Associated Press в Вашингтоне, округ Колумбия, выбежал на сцену и начал фотографировать. Вуччи сфотографировал сотни политических митингов и ранее получил Пулитцеровскую премию в 2021 году в составе команды AP, освещавшей протесты Джорджа Флойда. «Я знал, что это был момент в американской истории, и его нужно было задокументировать», — сказал он о покушении.

## Фотографии
На фотографиях Эвана Вуччи изображен Дональд Трамп через несколько мгновений после покушения. Его правый кулак поднят в воздух, на лице кровь. Его окружают агенты Секретной службы США, один из которых смотрит в камеру. Флаг США развевается на заднем плане перед голубым небом. На некоторых фотографиях Вуччи рот Трампа открыт, когда он кричит «Боритесь!». На других губы Трампа поджаты. В неотредактированной версии Трамп держит свою культовую кепку MAGA в левой руке.

## Оценки
Снимки Трампа с поднятым кулаком названы комментаторами в СМИ одними из лучших снимков в истории фотографии в США, наравне с фотографиями водружения флага над Иводзимой и останками Центра международной торговли после терактов 11 сентября, а также сравниваются со знаменитыми историческими полотнами.

### О варианте с закрытым ртом
В своей статье в The Washington Post Филип Кенникотт описал фотографию с закрытым ртом как «сильно построенную, с агрессивными углами, отражающими хаос и драматизм момента, и мощным балансом цветов, всех красных, белых и синих, включая лазурное небо вверху, а красно-белый декоративный баннер Трампа, кажется, возникает из деконструированной версии его основных цветов». Кенникотт написал, что «эта фотография может навсегда изменить Америку», сравнив её с фильмом Запрудера и изображением Майкла Дукакиса в танке 1988 года. «Фотография Вуччи создаст реальность, более реальную, чем реальность, превратив хаос и беспорядок нескольких моментов опасности на сцене в Пенсильвании в непревзойдённый символ мужества, решимости и героизма Трампа», — написал Кенникотт. Он описал его как «насыщенный признаками национализма и власти — флагом, кровью, настойчивыми лицами федеральных агентов в темных костюмах» — и предсказал, что это будет способствовать росту политического насилия.
Бенджамин Уоллес-Уэллс из The New Yorker написал о неотредактированной фотографии с закрытым ртом: «Это уже неизгладимый образ нашей эпохи политического кризиса и конфликтов». Он отметил, что «некоторые элементы образа Вуччи знакомы по бесчисленным другим образам Трампа», и заключил: «Это образ, который запечатлел его таким, каким он хотел бы, чтобы его видели, настолько идеально, что он может пережить все остальное».
Карла Блейкер из Deutsche Welle назвала одну из фотографий с закрытым ртом «изображением для учебников истории». Она сравнила это с «Водружением флага над Иводзимой», написав: «Поднятый кулак Трампа и выражение его лица, подчёркнутое брызгами крови на его щеке, могут быть прочитаны как декларация неповиновения перед лицом невзгод» в жесте «я все ещё стою́». Блейкер сравнила флаг США, который является центральным элементом изображения Иводзимы, с флагом США на фоне изображения Вуччи, отметив важность флага как культурного образа для американцев, особенно консервативных американцев.

### О варианте с открытым ртом
Тайлер Остин Харпер из The Atlantic, описывая одну из фотографий с открытым ртом, написал, что она «сразу стала легендарной» и «Как бы вы ни относились к человеку в центре фотографии, это, несомненно, одна из величайших композиций в истории фотографии США». Харпер предсказал, что фотография будет использоваться в предвыборных материалах и рекламе, и что это изображение поможет Трампу победить на выборах. Харпер писал: «Я не думаю, что будет преувеличением сказать, что фотография почти идеальна, она сделана в крайнем принуждении и раскрывает сущность человека во всех его противоречиях».

## Использование
Республиканцы и союзники Трампа распространили фотографию сразу после мероприятия. Некоторые люди накалывали чёрно-белый репринт этой фотографии на своё тело как татуировку.
Одна из фотографий Эвана Вуччи помещена на обложку журнала Time.
Канадский рэп-исполнитель Том Макдональд использовал фотографию Трампа с поднятым кулаком в качестве обложки для сингла You Missed, вышедшего через 12 часов после покушения и посвященному ему.